# ألفريدو بيريز
ألفريدو بيريز (بالإسبانية: Alfredo Pérez) (مواليد 11 فبراير 1952) هو ملاكم فنزويلي، مثّل بلاده في الألعاب الأولمبية الصيفية 1976.

## روابط خارجية
ألفريدو بيريز على موقع أوليمبيديا (الإنجليزية)